# 小新場獨善橋
小新場獨善橋位於四川省巴中市通江縣，文物遺址年代判定為清。2012年7月16日公佈為第八批四川省文物保護單位。
小新場獨善橋位於四川省巴中市通江縣草池鄉嘉禾寨村一組，建於清同治六年（1867），東北-西南走向，橫跨于陳家河上，為5孔石拱橋。橋長64.12米，寬5.8米，高8米，最大孔徑9.38米，最小孔徑2.87米。橋面用板石鋪成，橋欄用條石砌。獨善橋下游31米處有跳墩橋一座，按一步一個的距離安置石墩，共38個，全長34米，石墩最長1.53米，最短1.28米，最寬0.6米，最窄0.32米。小新場獨善橋對研究清代橋樑建築藝術、工藝水平以及當地交通變遷提供了重要實物載體。